# Пам'ятка археології

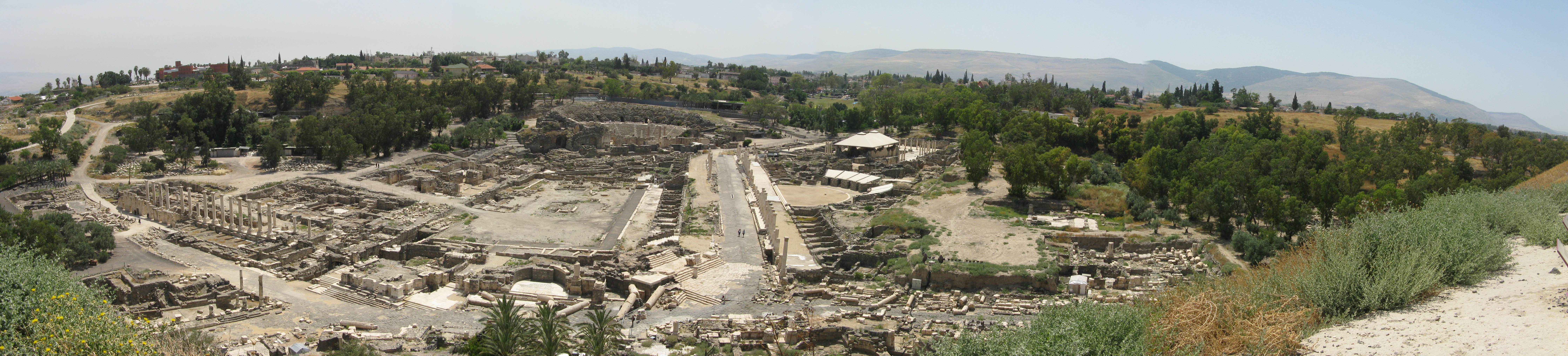
Місце поселення Бейт-Шеан (колишній Скітополь — археологічна пам'ятка) в Ізраїлі. Панорама археологічних розкопок, національний парк Бейт-Шеан

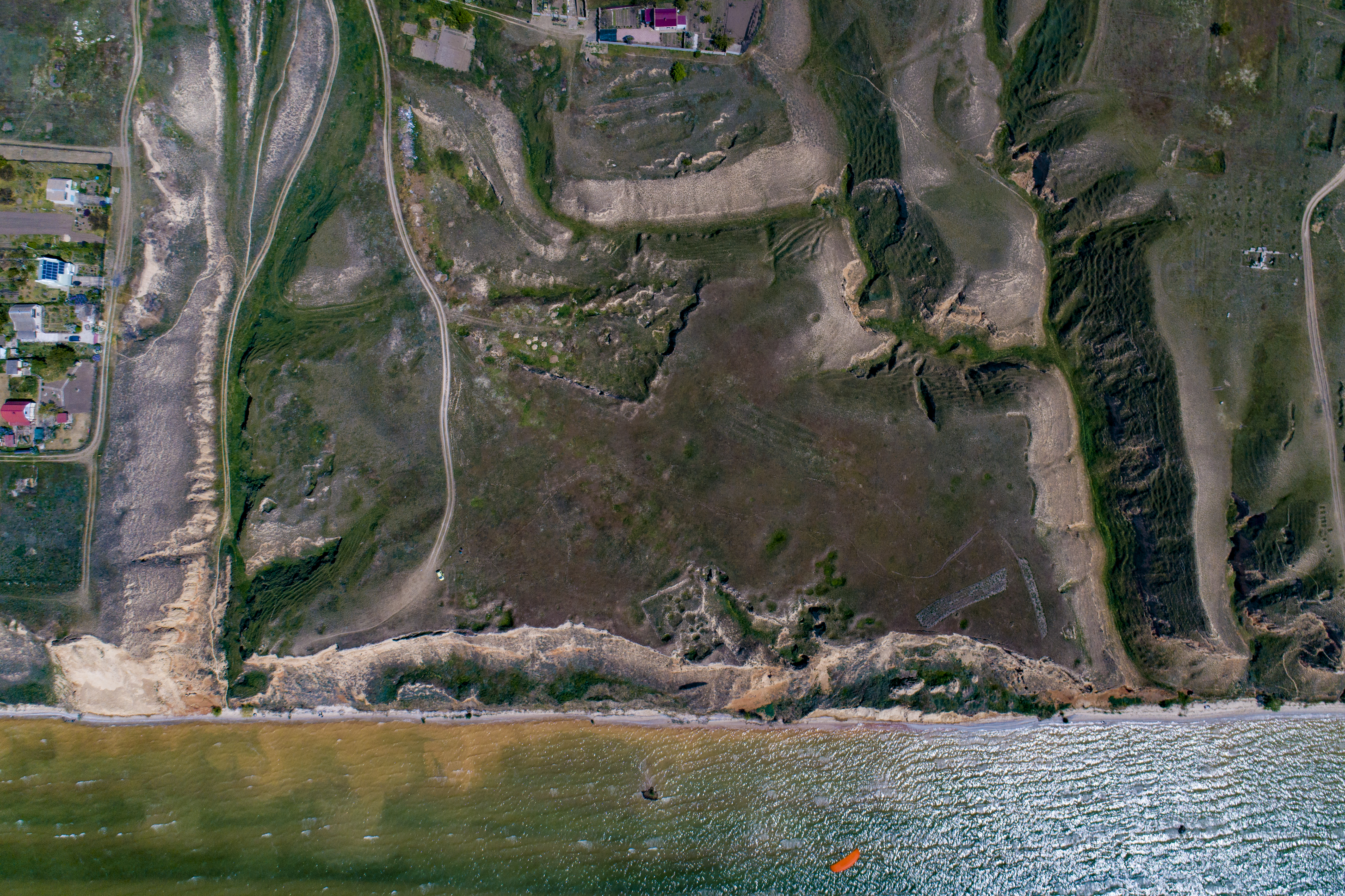
Станіславське городище — пам'ятка археології національного значення. Є однією з пам'яток Нижнього Подніпров'я, у якому проживали жителі з VI ст. до н. е. до І ст. н. е.

Па́м'ятка археоло́гії — матеріальні залишки людської діяльності, що збереглися на поверхні землі, під землею або під водою і є об'єктом археологічних досліджень. Пам'ятки археології — речові джерела, що висвітлюють минуле людського суспільства. Велике значення пам'ятки археології мають для вивчення найдавнішого дописемного періоду людства, коли вони є єдиними історичними джерелами. До основних пам'яток археології належать: місця поселення (стоянки, городища, селища) й окремі житла, господарські споруди, залишки фортець і міст, могильники й окремі поховання, надмогильні й культові споруди, скарби, знаряддя праці та інші давні вироби, малюнки й написи на скелях і окремих каменях тощо.
Згідно з Законом України «Про охорону культурної спадщини» археологічними об'єктами культурної спадщини називають рештки життєдіяльності людини (нерухомі об'єкти культурної спадщини: городища, кургани, залишки стародавніх поселень, стоянок, укріплень, військових таборів, виробництв, іригаційних споруд, шляхів, могильники, культові місця та споруди, їх залишки чи руїни, мегаліти, печери, наскельні зображення, ділянки історичного культурного шару, поля давніх битв, а також пов'язані з ними рухомі предмети), що містяться під земною поверхнею та під водою і є невідтворним джерелом інформації про зародження і розвиток цивілізації.
ф
В Україні пам'ятки археології перебувають під охороною держави. На них поширюються чинність закону «Про охорону культурної спадщини», прийнятого у 2000 році Верховною Радою України.